# Het leven van een loser (boek)
Het leven van een loser is een boek uit de gelijknamige serie van Jeff Kinney. Het boek verscheen in de Verenigde Staten in 6 april 2007 en stond op nummer één op The New York Times-bestsellerlijst.
In 2011 verscheen de film Diary of a Wimpy Kid, gebaseerd op het boek. De rol van Greg (in de boeken Bram) werd vervuld door Zachary Gordon.

## Verhaal
De hoofdpersoon is Bram Botermans. Hij heeft een klein broertje Max, die door zijn ouders heel erg verwend wordt en een onuitstaanbare klikspaan is. Zijn oudere broer, Rick, heeft een heavymetalband genaamd "Volle Luyer" en pest Bram de hele tijd. Brams beste vriend heet Theo Thorbecke.
Bram krijgt een dagboek van z'n moeder. Hij gaat naar de brugklas met zijn beste vriend Theo Thorbecke. Hij schrijft ook in het dagboek over een plak kaas die op het asfalt ligt! Als iemand hem aanraakt krijgt hij de "Kaastik". Op Halloween worden Bram en Theo achtervolgd door een groep tieners. Ze weten te ontsnappen, maar er wordt water over hun gegooid door Brams vader omdat hij denkt dat het tieners zijn.
De school kondigt aan een blok worstelen te houden en Bram moet samen met Sproet, de raarste knul van school. Hij vraagt aan zijn vader om een set gewichten, maar die zegt dat hij er misschien een tijdens Kerstmis krijgt.
Later moet Bram van zijn moeder meedoen met de kerstuitvoering: The Wizard of Oz. Hij besluit een boom te worden omdat die appels mogen gooien naar Patricia, maar het blijkt dat de bomen alleen een lied zingen. Op de avond van het stuk roept Max heel hard "Bobbel" (zo noemt hij Bram). Arme Bram doet vervolgens of Max zijn mede-boom bedoelt. Dan ziet Bram z'n oudere broer Rick met een videocamera om hem te vernederen en besluit te stoppen met zingen. De rest van de bomen stoppen ook met zingen. De pianist denkt dat ze de tekst zijn vergeten en fluistert hun de tekst toe. Hij ziet Patricia boos naar hem kijken en gooit een appel naar haar. Patricia's bril valt stuk op de grond waardoor het stuk moet worden stopgezet. De volgende dag wordt de 'mede-boom' de heletijd Bobbel genoemd.
Met Kerstmis krijgt hij een gewichthefset van zijn vader en een trui van zijn moeder en een driewieler van Theo. Hij gebruikt hem met Theo voor een nieuw spel waarbij de een met de driewieler de heuvel afgaat en de ander gooit een steen en breekt daarbij Theo's arm.
In het tweede semester melden de twee zich aan als klaar-over. Ze moeten de kleuters 's middags naar huis brengen. Als het een keer regent en Bram Theo's jas leent, achtervolgt hij de kleuters met wat Wormen. Een vriendin van Theo's moeder ziet het en denkt dat het Theo is door de jas. Ze geeft het door aan het hoofd van de Klaar-overs, die Theo schorst van de Klaar-overs. Later vertelt Bram alles eerlijk aan Theo, die hem vervolgens verraadt. De twee praten niet meer tegen elkaar en gaan uit elkaar.
Bram ziet Theo de weken daarna rondhangen met Cor de Lange, en besluit met Sproet af te spreken. Die wordt hyperactief door wat snoep in Brams tas en achtervolgt hem met een stukje snot aan zijn vinger. Bram weet te ontsnappen en gaat weer naar huis. Bram besluit te proberen bij de klasfavorieten te komen als "Clown van de klas" door grappen uit te halen bij een invaller, maar dat blijkt zijn eigen moeder te zijn.
Op een dag ziet hij de strip die Theo en hij hadden bedacht in de schoolkrant staan en de twee worstelen na school. Het gevecht wordt onderbroken door de tieners die Bram en Theo achtervolgden tijdens Halloween en dwingen Theo de kaas op te eten. De volgende dag neemt Bram het voor Theo op en zegt dat hij de Kaas heeft opgeruimd. Iedereen rent meteen weg omdat hij nu de "Kaastik" heeft. De twee worden weer vrienden en op de laatste schooldag ziet Bram Theo als "Clown van de klas" staan in het jaarboek, en gooit het jaarboek vervolgens in de prullenbak.

## Bestseller 60
| Boeken met noteringen in de Nederlandse Bestseller 60 | Jaar van verschijnen | Datum van binnenkomst | Hoogste positie | Aantal weken | Opmerkingen |
| ----------------------------------------------------- | -------------------- | --------------------- | --------------- | ------------ | ----------- |
| Het leven van een loser                               | 2009                 | 20-10-2010            | 21              | 36           |             |